# Pulitzer-Preis 1980

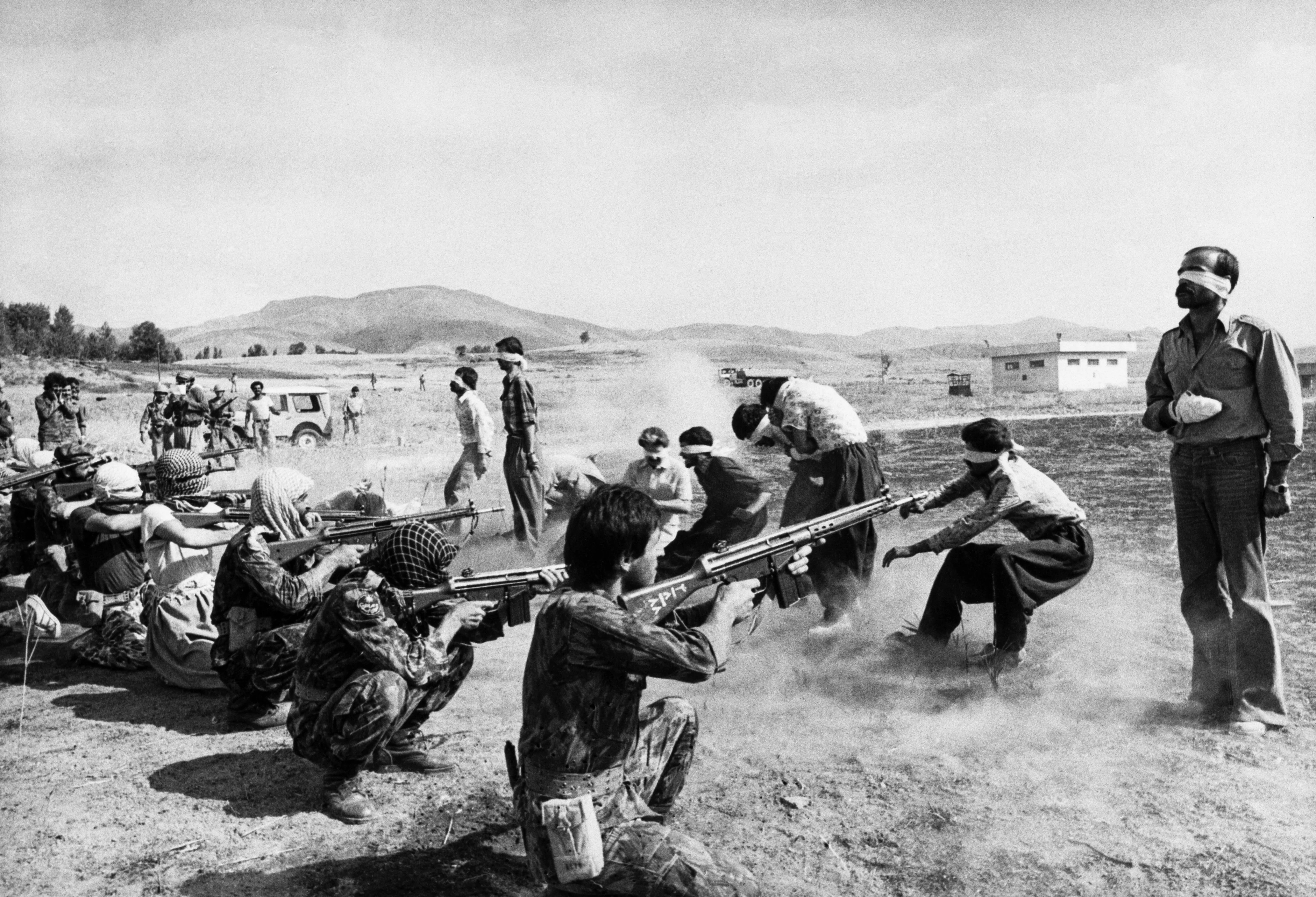
„Firing Squad in Iran“ (deutsch: Erschießungskommando im Iran), das preisgekrönte Foto in der Kategorie Breaking News Photography

Der Pulitzer-Preis 1980 war die 64. Verleihung des US-amerikanischen Literaturpreises. Die Jury bestand aus 16 Personen unter dem Vorsitz von Clayton Kirkpatrick. Das „Pulitzer Prize Board“ vergab Preise für Arbeiten, die während des Kalenderjahres 1979 entstanden waren. Insgesamt wurden 1.550 eingereichte Beiträge in den 19 Kategorien im Bereich Journalismus und Literatur, Theater und Musik beurteilt. Die Preisträger wurden am 14. April 1980 bekannt gegeben. Zum ersten Mal in der Geschichte der Preise wurden neben den Gewinnern auch die Finalisten bekannt gegeben. Die Ergebnisse sind unten aufgeführt.

## Bereich Journalismus(Journalism)
| Kategorie                                                  | Preisträger | Begründung |
| ---------------------------------------------------------- | --- | --- |
| Aktuelle Berichterstattung (Breaking News Reporting)       | Mitarbeiter von The Philadelphia Inquirer                                                                                         | Preis verliehen für die Berichterstattung über den Reaktorunfall im Kernkraftwerk Three Mile Island, einschließlich einer 22.000 Wörter umfassenden Nacherzählung des Unfalls durch 39 Reporter und Fotografen.                     |
| Dienst an der Öffentlichkeit (Public Service)              | Gannett News Service | Preis verliehen für „Story of the Pauline Fathers“, die 18-tägige Serie über den Missbrauch finanzieller Spenden an die Pauliner.                                                                                                   |
| Investigativer Journalismus (Investigative Reporting)      | Stephen A. Kurkjian, Alexander B. Hawes Jr., Nils Bruzelius, Joan Vennochi und Robert M. Porterfield von The Boston Globe         | Preis verliehen für eine 10-teilige Enthüllung über Missmanagement der Massachusetts Bay Transportation Authority. |
| Kritik (Criticism)                                         | William A. Henry III von The Boston Globe                                                                                         | Preis verliehen für kritische Berichterstattung über das Fernsehen. |
| Karikatur (Editorial Cartooning)                           | Don Wright von The Miami News | Preis verliehen für seine Cartoons, am Beispiel von „Florida State Prison“. |
| Leitartikel (Editorial Writing)                            | Robert L. Bartley von The Wall Street Journal                                                                                     | Preis verliehen für Leitartikel zu unterschiedlichen Themen. |
| Kommentar (Commentary)                                     | Ellen H. Goodman von The Boston Globe                                                                                             | Preis verliehen für ihre syndizierte tägliche Kolumne, in der sie eine Vielzahl von Themen kommentiert. |
| Auslandsberichterstattung (International Reporting)        | Joel Brinkley (Reporter) und Jay Mather (Fotograf) von The Courier-Journal                                                        | Preis verliehen für die vierteilige Serie „Living the Cambodian Nightmare“ (deutsch: Den kambodschanischen Albtraum leben) über Flüchtlinge aus dem Kambodschanisch-Vietnamesischen Krieg.                                          |
| Berichterstattung im Inland (National Reporting)           | Bette Swenson Orsini und Charles Stafford von der St. Petersburg Times                                                            | Preis verliehen für ihre 16-teilige Untersuchung der Scientology-Kirche. |
| Feature Writing (Feature Writing)                          | Madeleine Blais von The Miami Herald                                                                                              | Preis verliehen für eine Auswahl von Geschichten über Familien und Einzelpersonen. |
| Aktuelle Fotoberichterstattung (Breaking News Photography) | Anonym, vertrieben von United Press International (im Jahr 2006 wurde der Fotograf als Jahangir Razmi of Ettela'at identifiziert) | Preis verliehen für das Bild „Firing Squad in Iran“ (deutsch: Erschießungskommando im Iran). Es zeigt die Hinrichtung von Gefangenen während des kurdischen Aufstands 1979 durch ein Erschießungskommando der iranischen Regierung. |
| Feature-Fotoberichterstattung (Feature Photography)        | Erwin H. Hagler von The Dallas Times Herald                                                                                       | Preis verliehen für eine Serie von 23 Bildern, die das Leben der Cowboys in den Texas Panhandle dokumentiert. |

## Bereich Literatur, Theater und Musik(Books, Drama & Music)
| Kategorie                                                   | Preisträger |
| ----------------------------------------------------------- | --- |
| Geschichte (History)                                        | Been in the Storm So Long von Leon F. Litwack                                                                                               |
| Belletristik (Fiction)                                      | The Executioner's Song (deutscher Titel: Gnadenlos) von Norman Mailer                                                                       |
| Sachbuch (General Nonfiction)                               | Gödel, Escher, Bach: an Eternal Golden Braid (deutscher Titel: Gödel, Escher, Bach – ein Endloses Geflochtenes Band) von Douglas Hofstadter |
| Musik (Music)                                               | In Memory of a Summer Day von David Del Tredici                                                                                             |
| Dichtung (Poetry)                                           | Selected Poems von Donald Justice |
| Theater (Drama)                                             | Talley's Folly von Lanford Wilson |
| Biographie oder Autobiographie (Biography or Autobiography) | The Rise of Theodore Roosevelt von Edmund Morris                                                                                            |